# Oops!… I Did It Again (sång)
Oops!… I Did It Again är en sång skriven av Max Martin och Rami, och inspelad av den amerikanska popsångerskan Britney Spears, släpptes på singel den 27 mars år 2000 i Storbritannien. Singeln gick den 4 juni år 2000 högst upp i topp på den nyzeeländska hitlistan RIANZ och på många andra listor världen över. På Trackslistan blev låten den näst största hiten år 2000.
I videon till låten dels dansar Britney i en tight röd skinndräkt på en rymdbas på Mars, dels spelar hon upp en scen som är en blinkning till filmen Titanic där den gamla damen släpper ner den eftertraktade diamanten i havet. Den manliga rösten i den delen av låten görs av Max Martin.

## Utgivning
| Region             | Skivmärke    | Släppformat       | Katalognummer | Släppdatum    |
| ------------------ | ------------ | ----------------- | ------------- | ------------- |
| USA                | Jive Records | Radio             |               | 27 mars 2000  |
| Europeiska unionen | Jive Records | CD-singel         | 9250559       | 25 april 2000 |
| Europeiska unionen | Jive Records | CD-maxisingel     | 9250552       | 25 april 2000 |
| Europeiska unionen | Jive Records | CD-remixversioner | 9250792       | 26 juni 2000  |
| Storbritannien     | Jive Records | CD-singel         | 9250542       | 2 maj 2000    |
| Storbritannien     | Jive Records | Kassettsingel     | 9250544       | 2 maj 2000    |
| Japan              | Jive Records | CD-singel         | AVCZ95152     | 3 maj 2000    |

## Låtlistor och versioner
Större formatsläpp för "Oops!... I Did It Again":
| CD-singel, Storbritannien (9250542) (släppt: 2 maj 2000) 1. "Oops!… I Did It Again" (Main Version) — 3:30 2. "Deep in My Heart" (Main Version) — 3:34 3. "From the Bottom of My Broken Heart" (Ospina's Millennium Funk Mix) — 3:29 Kassettsingel, Storbritannien (9250544) (släppt 2 maj 2000) 1. "Oops!… I Did It Again" (Main Version) — 3:30 2. "Oops!… I Did It Again" (Instrumental) — 3:29 3. "From the Bottom of My Broken Heart" (Ospina's Millennium Funk Mix) — 3:29 CD-maxisingel, Europa/Australienn (9250552) (släppt 24 april 2000) 1. "Oops!… I Did It Again" (Main Version) — 3:30 2. "Oops!… I Did It Again" (Instrumental) — 3:29 3. "From the Bottom of My Broken Heart" (Ospina's Millennium Funk Mix) — 3:29 4. "Deep in My Heart" (Main Version) — 3:34 | CD-singel, Europa (9250559) (släppt 24 april 2000) 1. "Oops!… I Did It Again" (Main Version) — 3:30 2. "Oops!… I Did It Again" (Instrumental) — 3:29 3. "Deep in My Heart" (Main Version) — 3:34 4. "From the Bottom of My Broken Heart" (Ospina's Millennium Funk Mix) — 3:29 Begränsad CD-remixutgåva, Europa (9250792) (släppt 26 juni 2000) 1. "Oops!… I Did It Again" (Main Version) — 3:30 2. "Oops!… I Did It Again" (Rodney Jerkins Remix) — 3:07 3. "Oops!… I Did It Again" (Ospina's Crossover Mix) — 3:15 4. "Oops!… I Did It Again" (Riprock 'N' Alex G. Oops! We Remixed Again! Radio Mix) — 3:54 5. "Oops!… I Did It Again" (Ospina's Deep Club Mix) — 6:05 6. "Oops!… I Did It Again" (Riprock 'N' Alex G. Oops! We Remixed Again! Club Mix) — 4:52 7. "Oops!… I Did It Again" (Ospina's Instrumental Dub) — 6:05 The Singles Collection Boxset Single 1. "Oops!… I Did It Again" (Main Version) — 3:30 2. "Deep in My Heart" (Main Version) — 3:34 |

## Listplaceringar och certifikat
| Lista(2000)         | Topplacering |
| ------------------- | ------------ |
| Australien          | 1            |
| Österrike           | 2            |
| Belgien (Flandern)  | 3            |
| Belgien (Vallonien) | 1            |
| Kanada              | 4            |
| Europa              | 1            |
| Finland             | 2            |
| Frankrike           | 4            |
| Tyskland            | 2            |
| Irland              | 2            |
| Italien             | 1            |
| Italien             | 1            |
| Nya Zeeland         | 1            |
| Norge               | 1            |
| Sverige             | 1            |
| Schweiz             | 1            |
| Storbritannien      | 1            |
| USA                 | 9            |
| USA (pop)           | 1            |

| Land                | Position |
| ------------------- | -------- |
| Australien          | 35       |
| Österrikea          | 12       |
| Belgien (Flandern)  | 11       |
| Belgien (Vallonien) | 16       |
| Frankrike           | 31       |
| Tyskland            | 23       |
| Nya Zeeland         | 23       |
| Schweiz             | 7        |
| Storbritannien      | 15       |
| USA                 | 55       |

| Land           | Certifikat        |
| -------------- | ----------------- |
| Australien     | Platina           |
| Österrike      | Guld              |
| Frankrike      | Guld              |
| Tyskland       | Guld              |
| Nederländerna  | Guld              |
| Nya Zeeland    | Platina           |
| Sverige        | 2&gånger; Platina |
| Schweiz        | Guld              |
| Storbritannien | Guld              |